# Junkers S 36
Юнкерс С 36 (нем. Junkers S 36), — немецкий многоцелевой двухмоторный транспортный самолёт конструкции Хуго Юнкерса. Машина была построена на заводе Junkers Flugzeugwerke A.G. в г. Дессау, заводское обозначение Werk.nr. 3200, первый полёт был выполнен 5 сентября 1927 года.

## История
Первоначально заявлялось о создании самолёта для перевозки почты, однако первый экземпляр был переправлен в Швецию, где получил регистрационный S-AABL и послужил прототипом для создания бомбардировщика Junkers K 37. Ещё один S 36 был переоборудован для аэрофотосъёмки, для чего имел соответствующее фотооборудование и остекление носовой части. Этот вариант получил бортовой номер D-1252 и около года проходил испытания.

## Конструкция

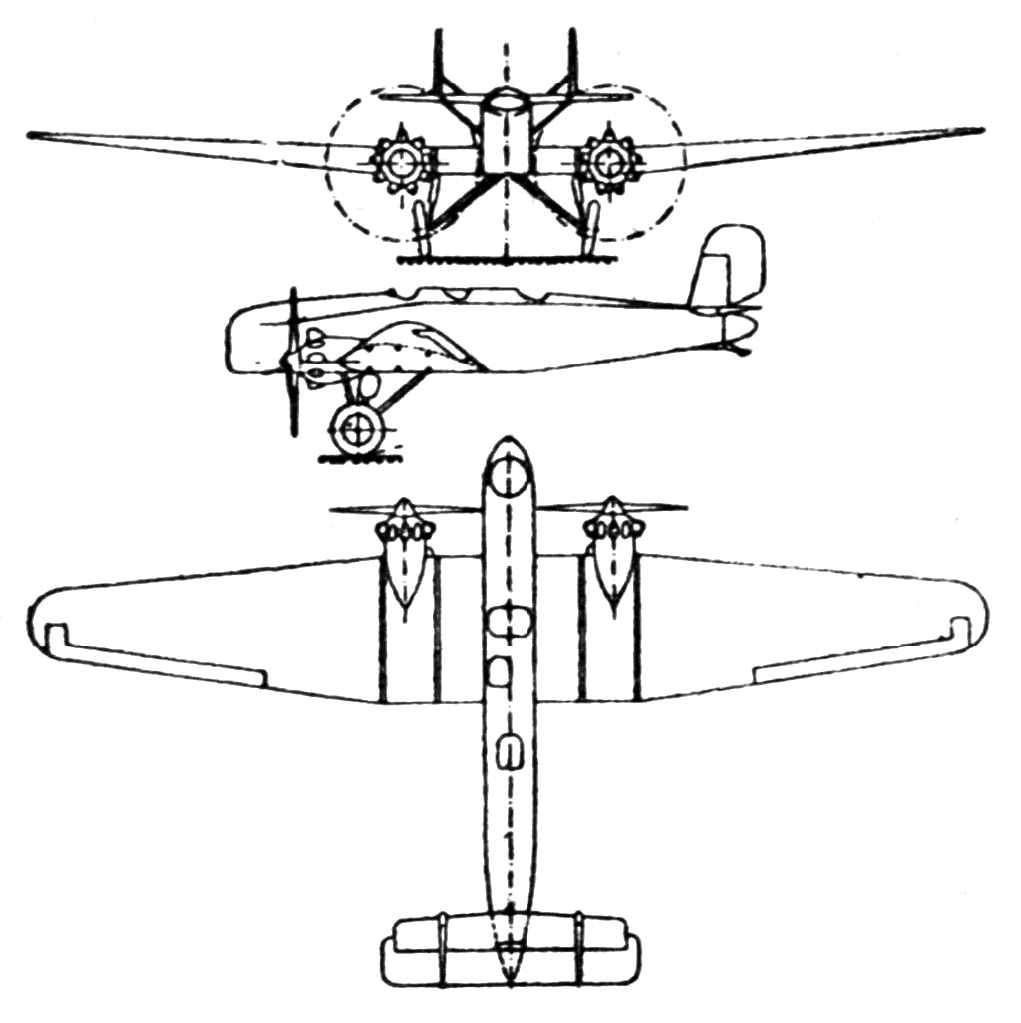
Проекции Junkers S 36

Юнкерс С 36 представлял собой металлический двухмоторный моноплан с низкорасположенным крылом и разнесённым хвостовым оперением, позволявшим разместить огневую точку, для защиты задней полусферы. Шасси не убираемое. Двигатели Gnome et Rhone Jupiter VI мощностью 590 л.с.

### Технические характеристики
- Экипаж: 3
- Длина: 11,40 м
- Размах крыла: 20,15 м
- Высота: 4,60 м
- Площадь крыла: 54,00 м²
- Профиль крыла:
- Масса пустого: 2 600 кг
- Масса снаряжённого:
- Нормальная взлётная масса: 4 300 кг
- Максимальная взлётная масса:
- Двигатель Gnome et Rhone Jupiter VI
- Мощность: 2 x 590 л.с.

### Лётные характеристики
- Максимальная скорость: 254 км/ч
  - у земли:
  - на высоте м:
- Крейсерская скорость: 225 км/ч
- Практическая дальность: 1100 км
- Практический потолок: м
- Скороподъёмность: м/с
- Нагрузка на крыло: кг/м²
- Тяговооружённость: Вт/кг
- Максимальная эксплуатационная перегрузка:[1]